# Franzenium
Il franzenio (gen. Franzenium) è un mammifero erbivoro estinto, appartenente ai perissodattili. Visse nell'Eocene medio-superiore (circa 45 – 38 milioni di anni fa) e i suoi resti fossili sono stati ritrovati in Spagna.

## Descrizione
Questo animale doveva essere vagamente simile a un tapiro, anche se privo della tipica proboscide e di corporatura più snella. Franzenium doveva raggiungere circa 75 centimetri al garrese. Rispetto ad altri animali simili (come Palaeotherium), Franzenium possedeva una dentatura costituita da molari con corona molto più alta (ipsodonti). Gli incisivi erano grandi, mentre i canini erano piccoli. Anche il segmento dei premolari era ridotto, e il primo premolare inferiore era scomparso. Le zampe, al contrario di quelle di altre forme analoghe come Palaeotherium e Plagiolophus, erano ancora dotate di quattro dita. 

## Classificazione
Franzenium è stato descritto per la prima volta nel 1989, sulla base di fossili ritrovati nella zona di Oviedo in strati dell'Eocene superiore; la specie tipo è Franzenium tetradactylum. Successivamente, nel 1993, venne descritta un'altra specie, più antica e primitiva, F. durense, proveniente dalla zona di Cuenca del Duero. Le due specie si distinguono principalmente per il grado di sviluppo del diastema postcanino e della dentatura ipsodonte (maggiore in F. tetradactylum). 
Franzenium è un membro dei paleoteridi, un gruppo di perissodattili imparentati con i cavalli, ma dall'aspetto molto differente. All'interno della famiglia non sono chiare le parentele di Franzenium, che possedeva caratteristiche primitive (le quattro dita negli arti) ed evolute (lo spiccato grado di ipsodontia dei molari). È possibile che questo animale fosse imparentato con una forma poco nota della Francia meridionale, Mekodontherium (Remy, 2000).

## Paleoecologia
I molari a corona alta suggeriscono che Franzenium si nutrisse di vegetali duri e piuttosto coriacei, che dovevano essere processati in maniera efficiente. Nelle stesse zone vivevano altri paleoteridi dalle caratteristiche simili, benché di dimensioni maggiori, come Cantabrotherium; è possibile che la Spagna, nell'Eocene superiore, avesse mantenuto un certo grado di isolamento a causa delle acque dell'Atlantico che ancora ricoprivano la parte occidentale del bacino dell'Ebro. Si sviluppò quindi una fauna autoctona di paleoteridi, forse adatti a un clima più secco e a un tipo di cibo più coriaceo.